# Badmintonmeisterschaft von Trinidad und Tobago 1970
Die Badmintonmeisterschaft von Trinidad und Tobago 1970 fand in Port of Spain statt. Es war die sechste Auflage der nationalen Titelkämpfe von Trinidad und Tobago im Badminton.

## Titelträger
| Disziplin    | Sieger                            |
| ------------ | --------------------------------- |
| Herreneinzel | Patrick Kam                       |
| Dameneinzel  | Georgia Wong                      |
| Herrendoppel | Winston Young Pow Ralph Shah      |
| Damendoppel  | Joyce Chinasing Yolande Young Pow |
| Mixed        | Keith Fung Georgia Wong           |